# Brezje pri Veliki Dolini
Brezje pri Veliki Dolini este o localitate din comuna Brežice, Slovenia, cu o populație de 115 locuitori.